# Al-Zeeb

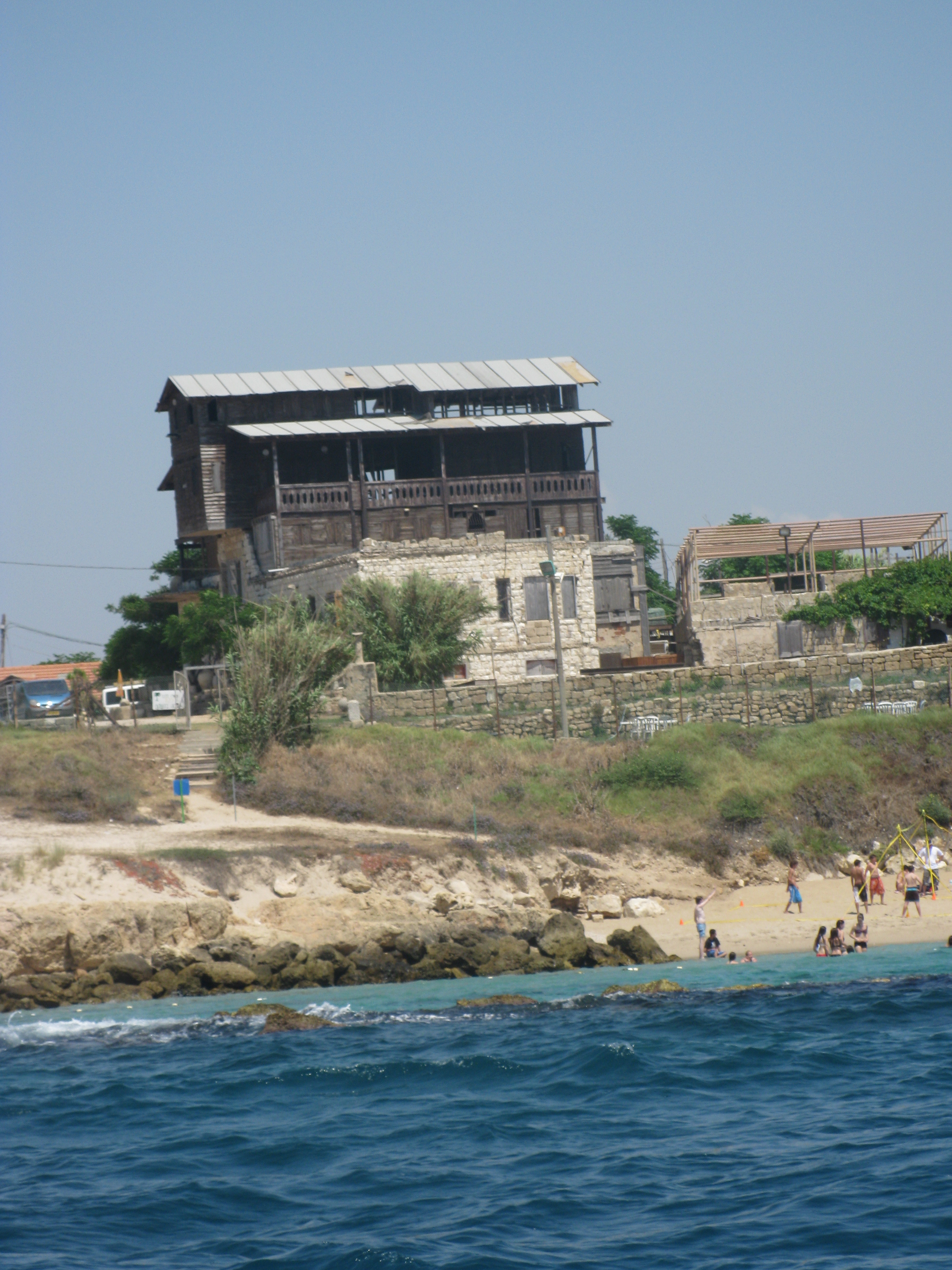
Det enda huset som lämnades i palestinska byn Al-Zeeb när israelerna jämnade den med marken.

Az-Zeeb (Ar: الزيب) var en palestinsk by 13,5 km norr om Acre belägen vid Medelhavskusten. Dess invånare fördrevs av israelisk militär 1948.
Byn förekommer i Bibeln där den nämns vid namn Achzib, arkeologiska lämningar i byn tyder på att människor bodde där 1900 år f.Kr. 1100-talet f.Kr. var byn en myllrande fenicisk stad. 900 f.Kr. erövrades staden av Assyriska imperiet för att senare uppgå i Persiska imperiet. Under romarnas styre i Palestina var byn känd som Ecdippa. Arabiska geografer skrev om az-Zeeb med detta namn redan under tidig medeltid.  
Korsfararna byggde ett fort som kallades Casal Imbertia 1099 och på 1200- och 1300-talen, före och under Mamlukernas styre i regionen, beskrevs byn i de arabiska krönikorna. Införlivat i Ottomanska riket under tidigt 1600-tal ingick området i länsdistriktet Akka. Invånarna odlade olika grödor för vilka de betalade skatt till Ottomanska myndigheterna.
Under brittiska Palestinamandatet levde de flesta invånarna på fiske och jordbruk, särskilt fruktförädling. Precis innan mandatet gick ut, 14 maj 1948, attackerades och intogs byn av Haganahs Carmelibrigad. Byborna fördrevs och byn jämnades med marken. Enligt israeliske historikern Benny Morris berättade flera vittnesrapporter om hur judiska soldater våldtog och antastade byns kvinnor. Judarna byggde sedan upp kibbutzsamhällena Sa'ar och Gesher HaZiv på bymarkerna 1948 och 1949. En moské har i efterhand restaurerats för turiständamål och det hus i vilket den siste mukhtaren bodde i har byggts om till museum.